# Mykola Get'man
Mykola Get'man, in ucraino Микола Гетьман?, in russo Николай Гетман (Nikolaj Getman)? (Charkiv, 23 dicembre 1917 – Orël, 29 agosto 2004), è stato un pittore ucraino.

## Biografia
Mykola Get'man fu un pittore che venne internato per 7 anni (1946 al 1953) nei gulag e nei campi di lavoro forzati in Siberia e a Kolyma per aver disegnato una caricatura di Stalin, e che riuscì a sopravvivere alle dure condizioni di vita dell'internamento sfruttando la sua capacità di disegno per le esigenze di propaganda del regime. Mykola Get'man è ricordato come uno dei pochi artisti che ha registrato la vita dei detenuti nel Gulag in forma di dipinti.
Morì nella sua casa di Orël in Russia nel mese di agosto 2004.